# Hash Marihuana & Hemp Museum (Barcelona)
El Hash Marihuana & Hemp Museum (Barcelona) és un museu dedicat a la cultura del cànnabis que va obrir les portes el 9 de maig de 2012.

## Edifici
El museu està ubicat al Palau Mornau, que es troba al núm. 35 del carrer Ample, al barri Gòtic de Barcelona. L'edifici fou construït pels Santcliment al segle xvi i a finals del segle xviii va ser adquirit pel comerciant i comissari honorari de Guerra dels Reals Exèrcits Josep Francesc Mornau, que el va reformar. A començaments del segle xx va ser heretada per Lluís de Nadal i Artós, que n'encarregà una reforma modernista a l'arquitecte Joaquim Raspall, de la que destaquen els treballs de forja i els vitralls, especialment els de la galeria del primer pis. A l'interior, destaquen els treballs dels sostres, la magnífica xemeneia del saló i el pati interior, cobert per una claraboia emplomada.

## Història
Ben Dronkers va fundar la Hash Marihuana & Hemp Museum d'Amsterdam i posteriorment va obrir una segona rèplica del museu a Barcelona. El museu narra la història de la planta durant els darrers segles, tot destacant que es tracta de la "penicil·lina del futur", degut al seu ús en el món de la medicina.

## Col·lecció
La col·lecció permanent està formada per més de 8.000 peces relacionades amb el cànem.